# Julian Morzycki

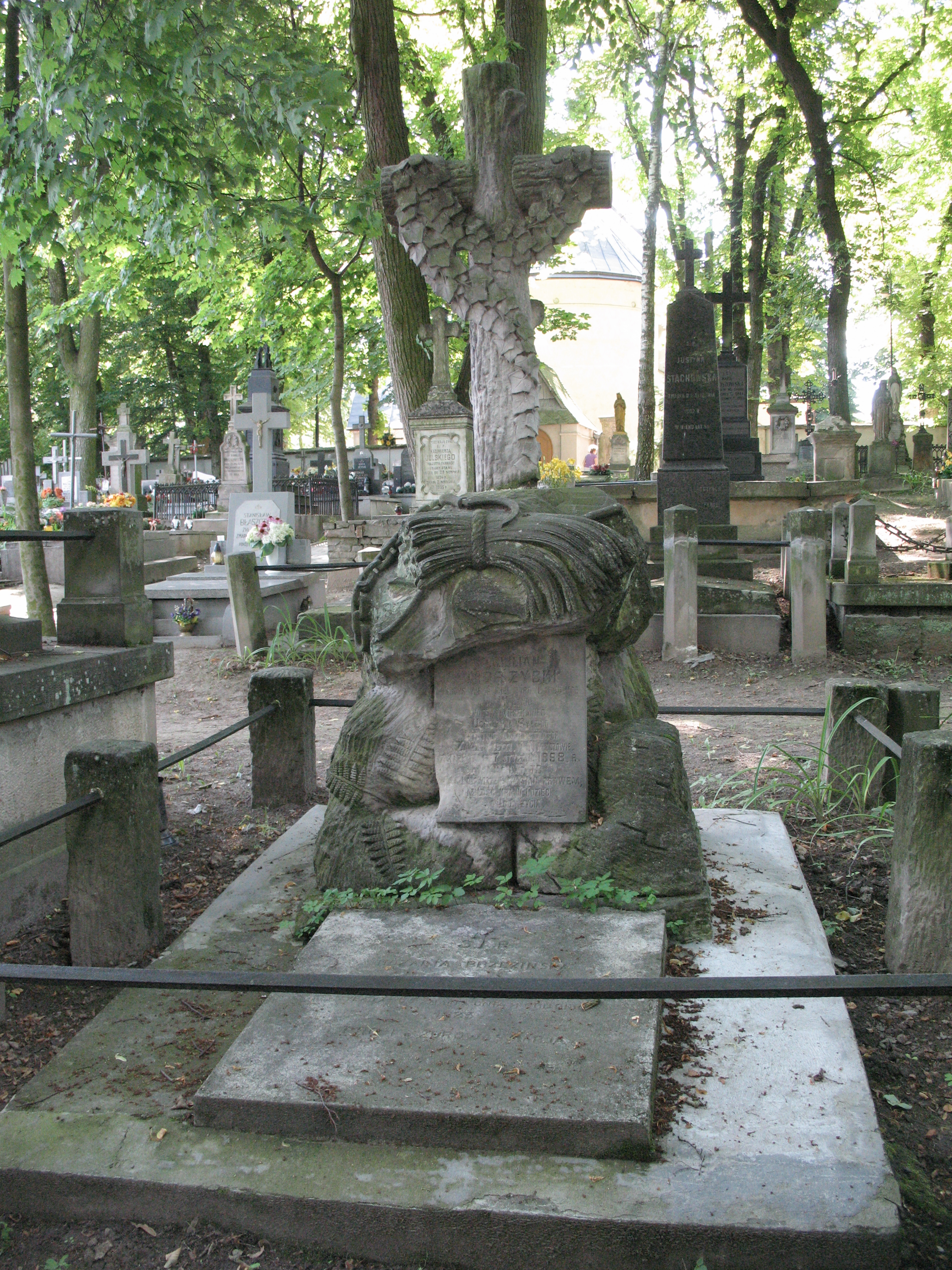
Nałęczów, grób Juliana Morzyckiego

Julian Wincenty Cyprian Morzycki herbu Mora (ur. 7 października 1825 w  Chociszewie, parafia Parzęczew, zm. 7 stycznia 1898 w Nałęczowie) – ziemianin na Wołyniu, powstaniec w 1863 roku, Sybirak i katorżnik, administrator uzdrowiska w Nałęczowie.

## Rodzina
Urodził się w rodzinie ziemiańskiej. Ojciec Jan był kapitanem w 3 Pułku Piechoty Księstwa Warszawskiego. Matka, Rozalia Umińska, pochodziła z ziemiańskiej rodziny na Kujawach. Rodzeństwo: Faustyna Morzycka, Stanisław Morzycki i Eufrazyna Morzycka .
Dzieci z Marią Obuchowską (1841–1911):
- Rozalia Maria Paulina ur. 2 lutego 1859 w Lachowcach pod Żytomierzem ,
- Julia Maria Paulina ur. 8 kwietnia w Lachowcach za Saleninowem,
- Maria Paulina Katarzyna ur. 14 listopada w 1861 roku w Lachowcach ,
- Jan Adolf Morzycki ur. 1863 roku w Lachowcach,
- Faustyna Morzycka ur. 15 czerwca 1864 w więzieniu w Tambowie,
- Wacława Arciszowa ur. 26 października 1870 roku
- Paulina Julia urodzona 27 czerwca 1866 w Usolu ].

## Życiorys
W 1847 wcielony do carskiego wojska. Po otrzymaniu w 1854 znacznego spadku po zmarłym bezpotomnie wuju Umińskim zamieszkał w majątku Lachowce pod Żytomierzem. Ożeniony z Marią Obuchowską z sąsiedniego Iwankowa.
Za udział w 1861 roku w nabożeństwie patriotycznym w kościele berdyczowskim wraz z bratem Stanisławem został zesłany do Wiatki.
Uczestnik Powstania Styczniowego w 1863 roku. Wraz z 36 ochotnikami z lokalnej szlachty wyruszył do walki powstańczej, lecz został tej samej nocy aresztowany przez ukraińskich chłopów we wsi Sołotwin w okolicach Kodni. Maltretowany i wydany carskiej żandarmerii w Żytomierzu. Jego majątek w Lachowcach, na który składało się 1979 dziesięcin ziemi, 241 dziesięcin lasu i 359 chłopów płci męskiej, został skonfiskowany. Wymierzono mu dodatkowo 20 lat katorgi i zesłania do Usola. Wyruszył 2 września 1863 roku w tej samej grupie co Wacław Ignacy Lasocki i Łagowski. Żona, Maria Obuchowska, z własnej woli postanowiła mu towarzyszyć. Większą część drogi przebył pieszo z kajdanami na nogach. Zamieszkał w Usolu we własnym domu i zajmował się wyrabianiem krup z Antonim Potockim. Po amnestii żona Maria opuściła Juliana i wróciła do europejskiej części Rosji, gdzie poznała adwokata Marcina Wrońskiego, który został jej drugim mężem i ojcem dwojga dzieci. Do Juliana dołączyła siostra Faustyna, by pomóc bratu w wychowaniu dzieci.
W 1874 roku, gdy mieszkał w guberni jekaterynosławskiej, został zwolniony z dozoru policyjnego z przywróceniem praw. Zarządzał majątkiem milionera Wasylego Popowa, którego syn Paweł w 1888 roku skrycie pojął za żonę jego córkę Paulinę Julię. Naraziło to Juliana na konflikt z pracodawcą i na utratę intratnej posady.
Po powrocie do Królestwa nabył majątek koło Nałęczowa i nazwał go Paulinowem. Wraz z dawnymi towarzyszami zesłania czynnie uczestniczył w tworzeniu uzdrowiska w Nałęczowie, którego został administratorem (w latach 1893-1897).
Zmarł w Nałęczowie w 1898 roku i tam został pochowany razem z córką Rozalią.